# Бронещит

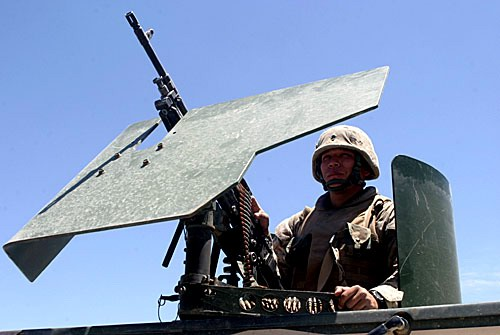
Морський піхотинець США за кулеметом М240, який оснащено бронещитом

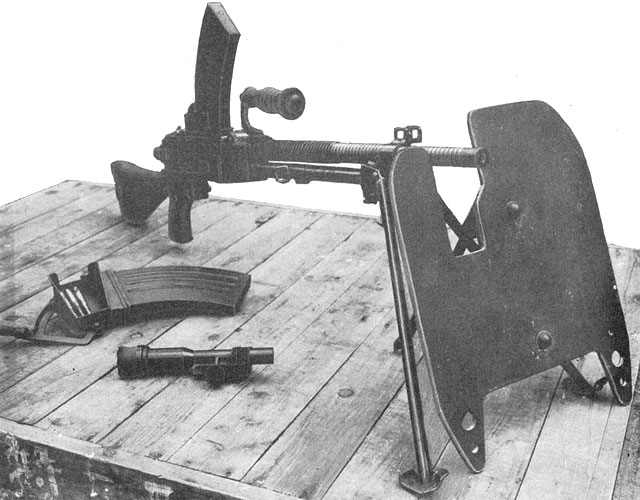

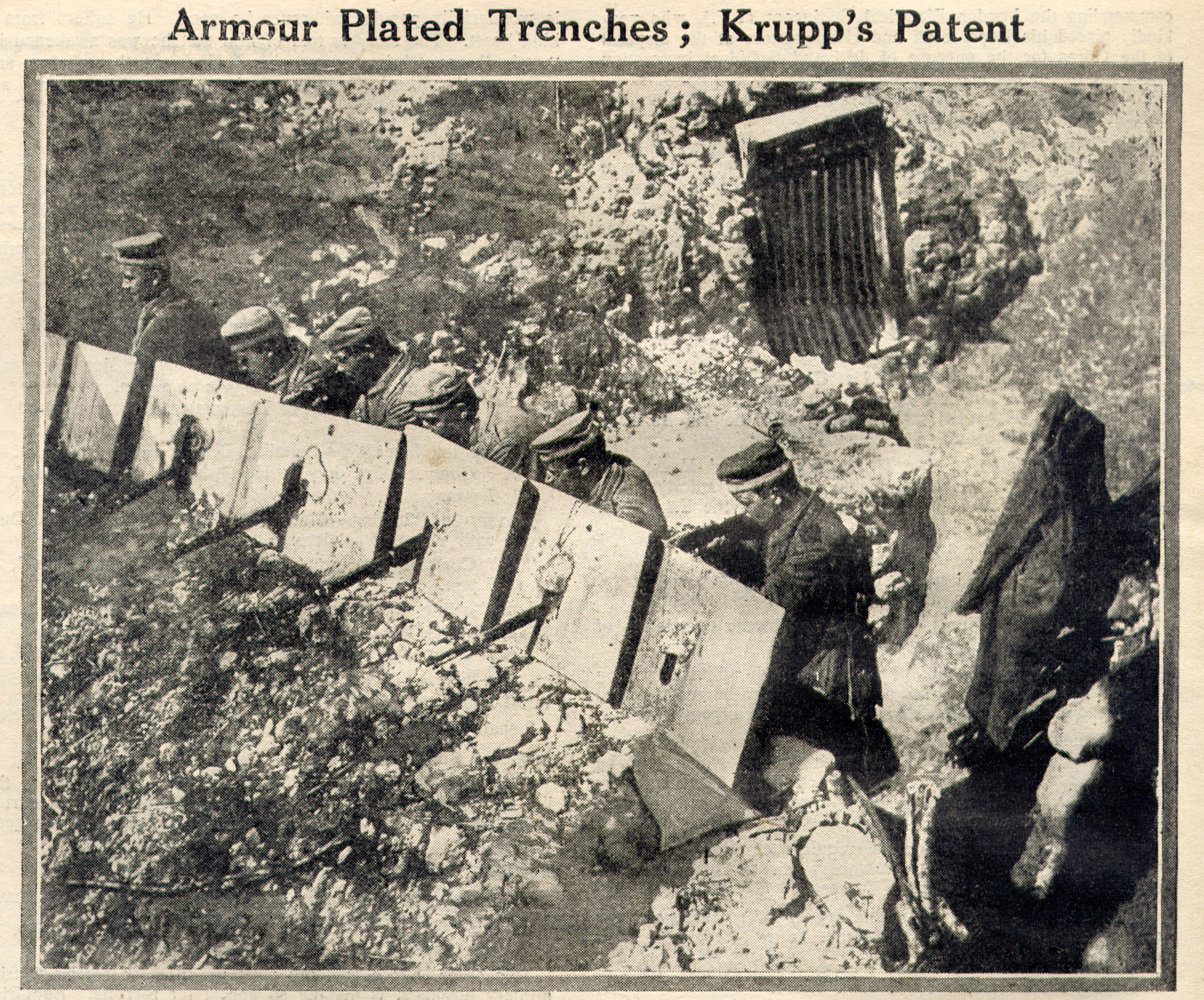

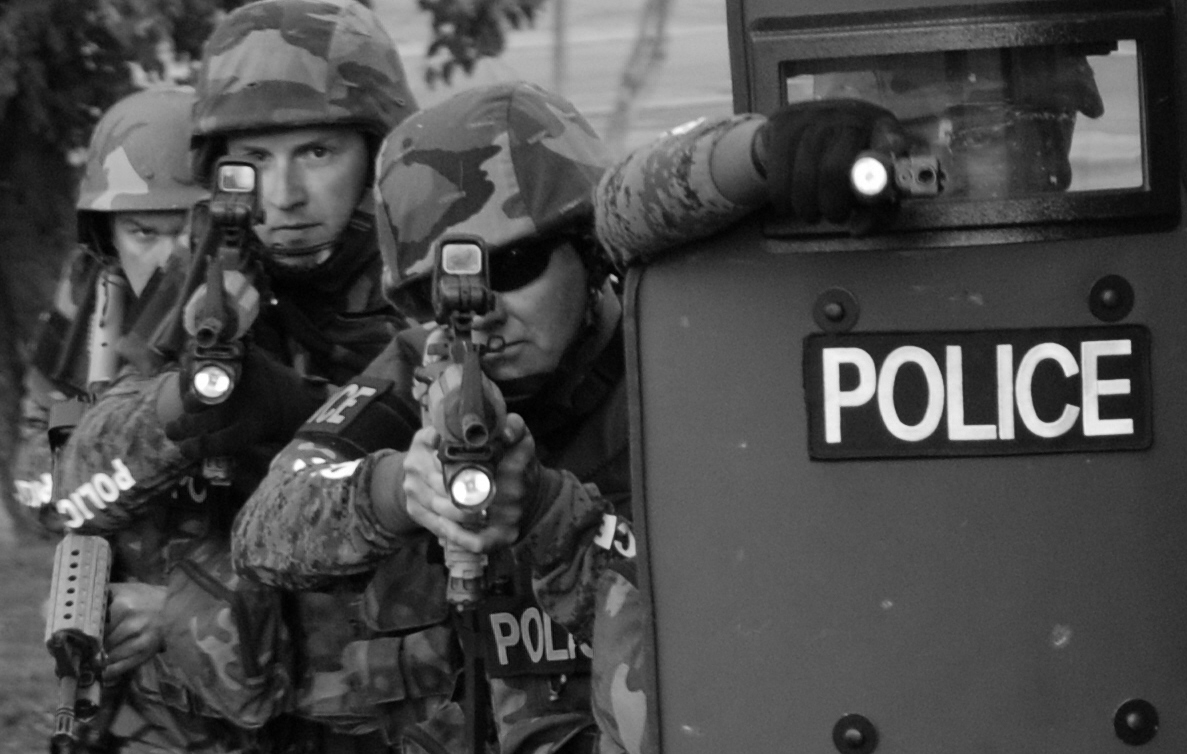
Відділення SWAT з бронещитом

Бронещит — захисний пристрій, який встановлюється на зброю (наприклад, кулемет або гармату). Використовується для захисту обслуги гармати від куль і осколків. Також бронещитом називається пристрій з підручних матеріалів, який іноді використовується у полі для захисту стрільця від вогню.

## Історія
Наприкінці XIX ст. в арміях європейських держав почалося впровадження гарматних щитів для захисту обслуг гармат від вогню стрілецької зброї і осколків. Ще раніше вони узвичаїлися на флоті і в береговій артилерії.
Пізніше, в 1890-ті роки бронещити отримали станкові кулемети. На межі XIX—XX століть щити вже були впроваджені для польової артилерії у Франції, у той час як у Російській імперії щити на польових гарматах сприймалися неоднозначно: противники їх застосування вказували на збільшення ваги гармати і зв'язане з цим зменшення рухомості, а також те, що «маючи можливість укриватися за щитами, люди більше думають про власну безпеку, ніж про враження противника».
Бронещити повсюдно застосовувалися з початку Першої світової війни. Також під час В'єтнамської війни, коли екіпажі бронемашин і торпедних катерів «москітного флоту» встановлювали плити з броні на кулемети. Після цієї війни бронещити вийшли з широкого застосування. Вони ще застосовуються в сучасних конфліктах в Іраку і в Афганістані.
Головний недолік бронещитів — обмеження видимості стрільця у прямому напрямку, хоча нові розробки, такі як прозорий броньований щит стрільця (англ. Transparent Armor Gun Shield, TAGS) виробництва компанії BAE Systems, полегшують видимість без обмеження захисту стрільця. Дані бронещити розроблені для захисту стрільців з бортових кулеметів бронемашин. При розробці враховувався досвід ізраїльської армії, яка використовує подібні пристрої. Бронещит TAGS повинен забезпечувати захист стрільця без обмеження його поля зору. Він може встановлюватися на деякі моделі бронемашин, включаючи бронетранспортери M113, Страйкер, танки M1 Abrams і на всюдиходи HMMWV.
Антитерористичні та поліцейські підрозділи спеціального призначення використовують бронещити з кевлару і бронескла в операціях проти важкоозброєних злочинців. Бронещити забезпечують додатковий захист від куль і оснащені бійницею, що дозволяє власнику щита вести вогонь з револьвера, бо в даному випадку стрільба з напівавтоматичної зброї небажана.

## Гарматний щит
Гарматний щит — броньована споруда у артилерійських установок, що забезпечує живучість гармати і захищає її розрахунок і механізми від осколків, які розірвалися поблизу снарядів. Являє собою броньові листи товщиною 3-10 мм.

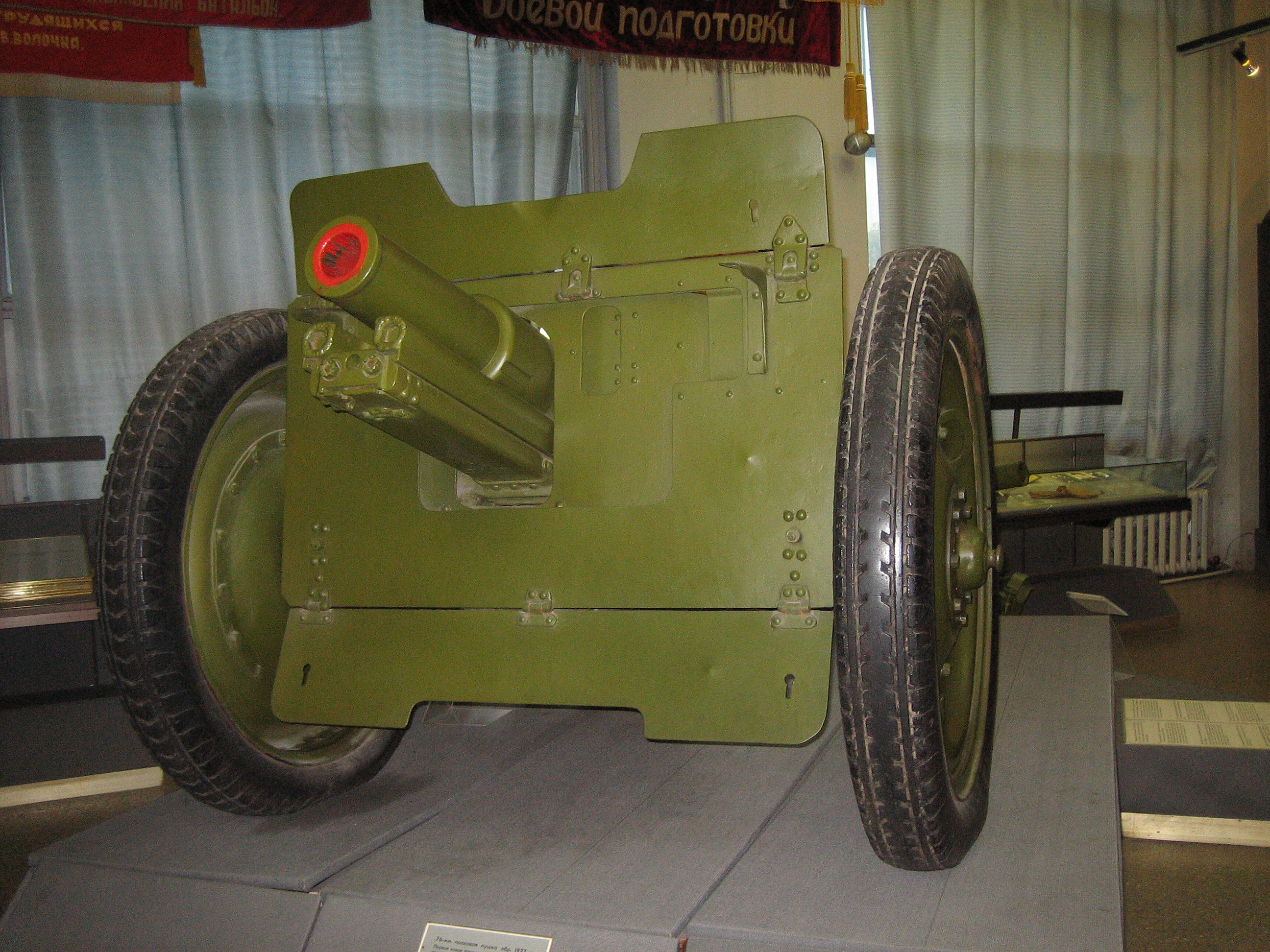
76-мм полкова гармата зразка 1927 року з гарматним щитом

У XIX—XX століттях броньові щити широко використовувалися у конструкції польових, самохідних і корабельних гармат і кулеметів. Набір з одного або декількох щитів, як правило, у фронтальній проєкції гармати називається щитовим прикриттям і служить для захисту розрахунку і матеріальної частини гармати від вражаючих факторів сучасної вогнепальної зброї — влучень куль і осколків, а також ударної хвилі від близьких розривів.
Найчастіше щитовим прикриттям забезпечувалися артилерійські системи, призначені для дій на передовій або у безпосередній близькості від неї, особливо важливою була їх наявність у піхотних (полкових) і протитанкових гармат, які вели вогонь у переважній більшості випадків прямою наводкою. Як правило, елементи щитового прикриття виконувалися з броньової сталі товщиною від 4 до 10 мм, для підвищення ефективності своєї дії вони іноді виконувалися у вигляді фігури складної геометричної форми з раціональними кутами нахилу броньових листів. Таким чином збільшувалася ефективна товщина броні і ймовірність рикошету при влучанні у щит кулі або осколка.
У ряді випадків, наприклад у німецької 75-мм протитанкової гармати Pak 40, в щитовому прикритті використовувалася схема рознесеного бронювання, коли між двома броневыми листами залишався зазор. Це дозволяло краще протистояти бронебійним кулям стрілецької зброї — при пробиванні першого листа куля деформувалася, втрачала оптимальну орієнтацію для пробиття другого листа і в підсумку затримувалася ним.
На військових кораблях і самохідно-артилерійських установках також застосовувалася проміжна конструкція між баштою і щитовим прикриттям, коли на штирьовій установці щитами прикривалася не тільки фронтальна, але і бічні і частково верхня проєкції гармати, а задня частина залишалася відкритою для зручності її обслуговування.
Більшість легких авіадесантиних гармат і деякі моделі розбірних гірських гармат не комплектуються щитовим прикриттям, оскільки воно збільшує їх масу і ускладнює перевезення, в'ючне перенесення або десантування посадковим або парашутним способом.
Також не комплектуються щитовим прикриттям важкі далекобійні гармати, віддалені від передової, оскільки для них немає небезпеки кульового обстрілу у фронтальному секторі, а при контрбатарейній стрільби противника розриви, які вражають гармату і розрахунок, можуть перебувати і по флангах, і позаду, і у верхній напівсфері. У такому разі захист забезпечує тільки фортифікаційна споруда або гарматна башта.

## Див. також

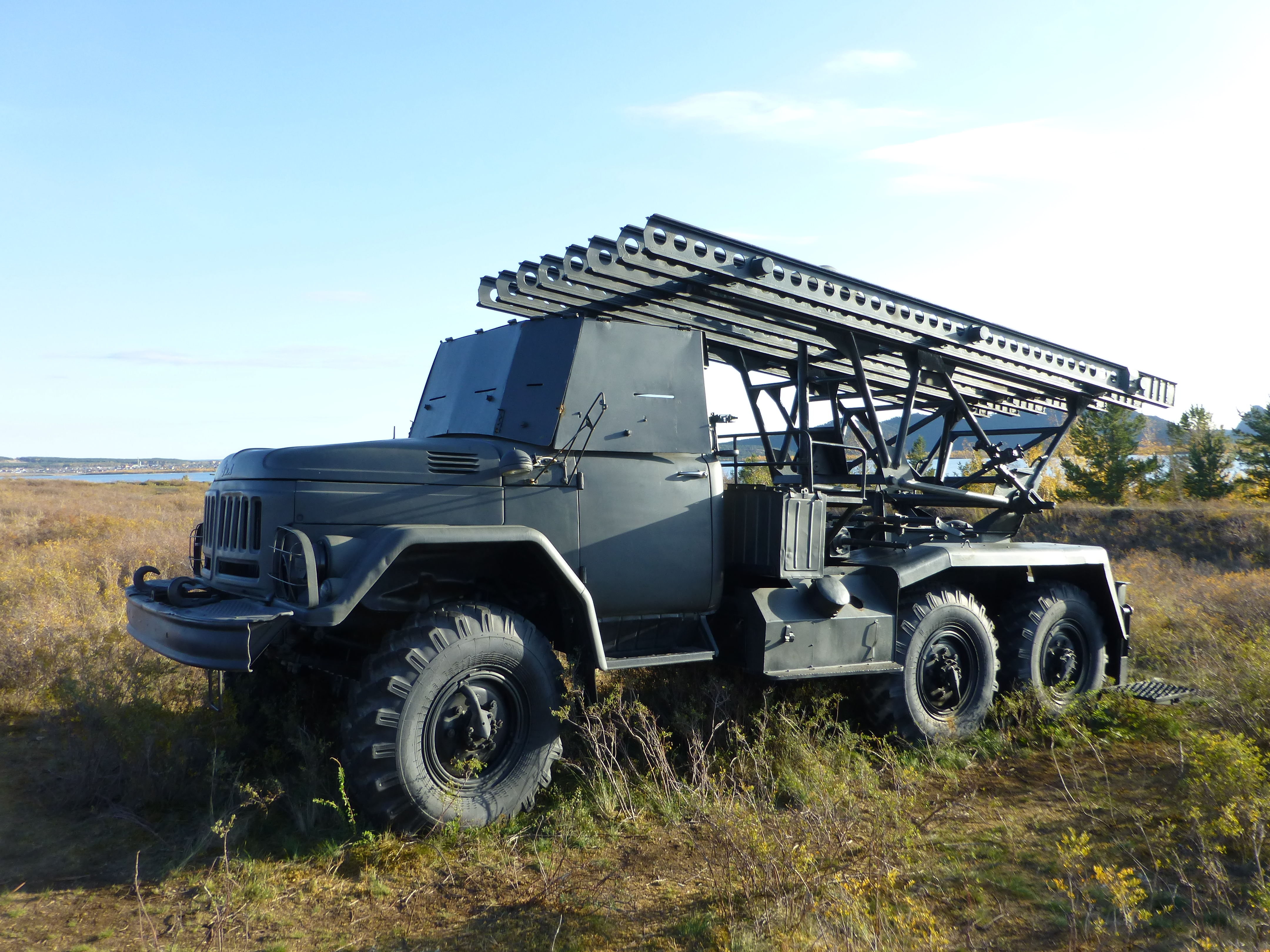
БМ-13НММ на шасі ЗИЛ-131 (з опущеними бронеплитами захисту від вихлопу).